# Хоумкрофт (Индијана)
Хоумкрофт (енгл. Homecroft) град је у америчкој савезној држави Индијана.

## Демографија
По попису из 2010. године број становника је 722, што је 29 (-3,9%) становника мање него 2000. године.
| Група             | 2000.       | 2010.       |
| Белци             | 737 (98,1%) | 688 (95,3%) |
| Афроамериканци    | 1 (0,1%)    | 6 (0,8%)    |
| Азијати           | 3 (0,4%)    | 5 (0,7%)    |
| Хиспаноамериканци | 6 (0,8%)    | 8 (1,1%)    |
| Укупно            | 751         | 722         |